# Saison 2019-2020 du Montpellier Hérault Sport Club
Maillots
Dernière mise à jour : 21 avril 2019.
Chronologie
Saison précédente Saison suivante
La saison 2019-2020 du Montpellier Hérault Sport Club est la trente-huitième saison du club héraultais en première division du championnat de France, la onzième saison consécutive au sein de l'élite du football français.
Les Pailladins participent également durant la saison aux deux coupes nationales que sont la Coupe de France et la Coupe de la ligue.
La saison s'achève de manière prématurée le 8 mars 2020, à la suite de la pandémie de Covid-19 en France.
Le 30 avril, la LFP vote la fin officielle du championnat et détermine le classement final en prenant en compte un indice de performance (ratio) selon le nombre de points marqués sur tous les matchs joués.

## Compétitions

### Matchs officiels de la saison
Le tableau ci-dessous retrace les rencontres officielles jouées par le Montpellier HSC durant la saison. Les buteurs sont accompagnés d'une indication sur la minute de jeu où est marqué le but et, pour certaines réalisations, sur sa nature (penalty ou contre son camp).
| Compétition       | Débute au tour | Place ou tour final | Matches joués | Gagnés | Nuls | Perdus | Buts pour | Buts contre | Différence |
| Ligue 1           | -              | 8e                  | 28            | 11     | 7    | 10     | 35        | 34          | +1         |
| Coupe de France   | 1/32 de finale | 1/8 de finale       | 3             | 2      | 1    | 0      | 6         | 0           | +6         |
| Coupe de la ligue | 1/16 de finale | 1/8 de finale       | 2             | 1      | 0    | 1      | 3         | 3           | +0         |
| Total             | 0              | 0                   | 33            | 14     | 8    | 11     | 44        | 37          | +7         |